# Livgrenadjärgruppen
Livgrenadjärgruppen (LVG) är en svensk militärregiongrupp inom Hemvärnet som verkat i olika former sedan 1998. Förbandsledningen är förlagd i Linköpings garnison, Linköping.

## Historia
Inför försvarsbeslutet 1996 föreslog regeringen en ny försvarsområdesindelning, vilket innebar att tre försvarsområdesstaber inom Mellersta militärområdet (Milo M) skulle avvecklas senast den 31 december 1997. De tre staber som föreslogs för avveckling återfanns i Gävle, Linköping och Västerås. Gällande staben i Linköping föreslogs den tillsammans med staben i Strängnäs att bilda ett gemensamt försvarsområde. Därmed avvecklades Livgrenadjärregementet den 31 december 1997 och från den 1 januari 1998 kom Östergötlands försvarsområde (Fo 41) att integreras i Södermanlands försvarsområde (Fo 43), som antog namnet Södermanlands och Östergötlands försvarsområde (Fo 43). Som stöd till hemvärn och frivilligverksamheten inom Östergötlands län och före detta Östergötlands försvarsområde bildades försvarsområdesgruppen Livgrenadjärgruppen.
Som ett led i försvarsbeslutet 2000 avvecklades försvars- och militärområdena den 30 juni 2000 och från och med den 1 juli 2000 organiserades i dess ställe Militärdistrikt. Därmed avvecklades bland annat Södermanlands och Östergötlands försvarsområde (Fo 43). De nya Militärdistrikten motsvarade geografiskt sett de gamla militärområdena. Den stora skillnaden var att militärdistrikten var den lägsta nivån där chefen var territoriellt ansvarig. Inom militärdistrikten organiserades militärdistriktsgrupper, i regel en för varje län. Då Livgrenadjärgruppen redan var organiserad inom Östergötlands län kom den endast att organisatoriskt att överföras den 1 juli 2000 till Mellersta militärdistriktet (MD M).
Den 2 juni 2005 presenterade regeringen sin proposition (2004/05:160) gällande en avveckling av militärdistriktsorganisationen. I propositionen hänvisades regeringen till att "I det framtida insatsförsvaret och den beslutade insatsorganisationen finns det inte längre krav på eller behov av regional eller territoriell ledning som motiverar en särskild ledningsorganisation". Därmed ansåg regeringen att militärdistriktsorganisationen kunde avvecklas, något som Försvarsmakten även i en framställan till regeringen den 7 mars 2005 föreslagit. I dess ställe skulle fyra ledningsgrupper för säkerhetstjänst och samverkan inrättas, där ledningsgrupperna lokaliserade till Boden, Stockholm, Göteborg och Malmö. Den 16 november 2005 antog riksdagen regeringens proposition, därmed beslutades att militärdistriktsorganisationen skulle upplösas och avvecklas den 31 december 2005. Vilket innebar att militärdistriktsgrupperna omorganiserades till utbildningsgrupper och underställdes ett utbildningsförband. Detta medförde att Livgrenadjärgruppen överfördes från Mellersta militärdistriktet (MD M) till att bli en enhet inom Helikopterflottiljen (Hkpflj) från och med den 1 januari 2006.
Den 1 januari 2013 bildades fyra militärregioner, där Södra militärregionen underställdes chefen för Södra skånska regementet, men löd under chefen insatsledningen i Högkvarteret avseende markterritoriell ledning i fred, kris och krig. Chefen för Livgrenadjärgruppen var dock fortfarande underställd chefen Helikopterflottiljen gällande produktionsledning av hemvärnsförbanden samt insatsledning inom utbildningsgruppens geografiska område. Den 1 januari 2018 delades dock ledningen av Södra skånska regementet och Södra militärregionen, det genom att en separat chefsbefattning för Södra militärregionen tillsattes. Vidare underställdes staben Södra militärregionen i ledningsfrågor direkt chefen insatsledningen i Högkvarteret. I Försvarsmaktens budgetunderlag till regeringen för 2020 föreslogs att de fyra militärregionala staberna från 1 januari 2020 skulle inrättas som egna organisationsenheter. Cheferna för militärregionstaberna föreslogs i sin tur underställas rikshemvärnschefen avseende produktion av utbildningsgrupper och hemvärnsförband. Detta medförde att utbildningsgrupperna överfördes organisatoriskt från ett utbildningsförband till de fyra militärregionala staberna. I regeringens proposition framhöll dock regeringen att den militära regionala indelningen kunde komma att justeras, det beroende på utfallet av utredningen "Ansvar, ledning och samordning inom civilt försvar" (dir. 2018:79). För Livgrenadjärgruppen innebar denna förändring att utbildningsgruppen överfördes från Helikopterflottiljen till att bli en enhet inom Södra militärregionen från och med den 1 januari 2020.
För att påvisa anknytningen till militärregionen, lämnades den 1 januari 2023 begreppet utbildningsgrupp till förmån för det nya begreppet militärregionsgrupp. Det för att på ett tydligare sätt anknyta mot enhetens bidrag som ett av militärregionens krigsförband, med uppgifter såväl i fred som i krig.

## Verksamhet
Chefen Livgrenadjärgruppen  är från den 1 januari 2020 direkt underställd chefen för Södra militärregionen. Livgrenadjärgruppens uppgifter är att utbilda, organisera och administrera hemvärnsförbanden i Östergötlands län. Gruppen skall vidare stödja frivilliga försvarsorganisationer. Insatser i såväl fred som under kris och krig leds i allmänhet direkt av Södra militärregionen, men Livgrenadjärgruppen  kan ges ledningsuppgifter som till exempel att avdela en militär insatschef (MIC).

## Ingående enheter
Livgrenadjärgruppen administrerar och utbildar sedan 1 januari 2012 två hemvärnsbataljoner, Första livgrendajärbataljonen (30. hemvärnsbataljonen) och Andra livgrendajärbataljonen (31. hemvärnsbataljonen).

### Första livgrendajärbataljonen
30. hemvärnsbataljonen, även benämnd 1. livgrenadjärbataljonen, är Sveriges näst största hemvärnsbataljon och innehåller upp emot 900 soldater. Förbandets upptagningsområde är centrala, södra och västra Östergötland. Den nuvarande bataljonen är ett resultat av det senaste decenniets omorganiseringar av hemvärnsförbanden. Bataljonen är det första hemvärnsförband i Sverige som faktiskt övat att med egna resurser gå från eget län till angränsande för att lösa en bevaka/skydda-uppgift, då 307. hemvärnsunderrättelsekompaniet 2011 flygtransporterades till annat län för att lösa en uppgift på ett flygbasområde.[källa behövs]
- 30. hemvärnsbataljonsstaben och ledningsplutonen
- 301. hemvärnsinsatskompaniet
- 302. hemvärnsinsatskompaniet
- 303. hemvärnsinsatskompaniet
- 304. hemvärnsbevakningskompaniet

- 307. hemvärnsunderrättelsekompaniet

### Andra livgrendajärbataljonen
31. hemvärnsbataljonen, även benämnd 2. livgrenadjärbataljonen, har Finspång, Norrköping, Söderköping och Valdemarsvik som upptagningsområde inom Östergötlands län.
- 31. hemvärnsbataljonstaben och ledningsplutonen
- 311. hemvärnsinsatskompaniet
- 312. hemvärnsinsatskompaniet
- 313. hemvärnsbevakningskompaniet
- 314. hemvärnsbåtplutonen
- 315. hemvärnsbåtplutonen
- 316. hemvärnsmusikkåren (Hemvärnets musikkår Östergötland)

## Traditioner och fana
Livgrenadjärgruppen är sedan 1 januari 1998 traditionsbärare för Livgrenadjärregementet (I 4). Sedan 1 juli 2000 är H.M. Konungen hederschef för Livgrenadjärgruppen. Från den 1 juli 2012 är de två hemvärnsbataljonerna traditionsbärare för Livgrenadjärregementet.

## Förbandschefer
- 1998–2004: Överstelöjtnant Åke Litsén [10]
- 2004–2007: Överstelöjtnant Magnus Engdahl
- 2007–2009: Överstelöjtnant Claes Alsteryd
- 2010–2014: Överstelöjtnant Lage Svensson
- 2014–2017: Major Nicklas Kamperhaug
- 2017–2019: Överstelöjtnant Ulf Heineman
- 2019–2021: Överstelöjtnant Björn Ryman
- 2022–20xx: Överstelöjtnant Per Magnus Nilsson

## Namn, beteckning och förläggningsort
| Livgrenadjärgruppen | 1998-01-01 | – |  |

| ???  | 1998-01-01 | – | 2000-06-30 |
| LGRG | 2000-07-01 | – | 2005-06-30 |
| LVG  | 2005-07-01 | – |            |

| Linköpings garnison | 1998-01-01 | – |  |